# Kandace Krueger
Kandace Gayle Krueger Matthews (Austin, 27 maggio 1976) è una modella statunitense incoronata Miss USA 2001.

## Biografia
Kandace Krueger inizia a partecipare ai concorsi di bellezza all'età di diciotto anni partecipando a Miss Texas, e qualificandosi fra le prime cinque. Nel 1999 vince Miss Williamson County USA, e nel 2000 Miss Austin USA. Finalmente nel 2001 riesce ad ottenere la vittoria di Miss Texas. La vittoria le permette di partecipare a Miss USA. Nel marzo 2001 la Krueger diventa la seconda rappresentante del Texas ad essere incoronata Miss USA. La vittoria le fa ottenere anche le chiavi della sua città natale, Austin.
Durante il suo anno di regno, Kandace Krueger diventa portavoce della lotta al cancro al seno ed alle ovaie. In quanto Miss USA, la Krueger rappresenta gli Stati Uniti anche a Miss Universo 2001, dove ottiene la terza posizione dietro la vincitrice Denise Quiñones di Porto Rico e la greca Evelina Papantoniou. Dopo la sua esperienza come Miss appare ospite in diversi programmi e si ritira Nel maggio 2005 dopo aver condotto la serata Hollywood Red Carpet, la Krueger ha sposato il fidanzato storico Rob Matthews a Dallas in Texas, dal quale il 18 marzo 2008 ha avuto una prima figlia, Ashlyn Grace. Il 19 giugno 2010 la coppia ha avuto tre gemelli: Ainsley, Asher ed Alexa Matthews.